# Latrodectus diaguita
Latrodectus diaguita is een spinnensoort in de taxonomische indeling van de kogelspinnen (Theridiidae).
Het dier behoort tot het geslacht Latrodectus. De wetenschappelijke naam van de soort werd voor het eerst geldig gepubliceerd in 1960 door Carcavallo.